# Christian Montillon
Christian Montillon (* 22. Juni 1974 in Rockenhausen), eigentlich Christoph Dittert, ist ein deutscher Autor von Romanen und Heftromanen aus dem Bereich der Phantastischen Literatur (Science-Fiction-, Fantasy- und Horrorliteratur) sowie der Kriminal- und Jugendliteratur. Unter anderem schreibt er für die Perry-Rhodan-Serie und die Buchreihe Die drei ???.

## Leben
Christoph Dittert studierte Germanistik, Buchwissenschaft, Allgemeine und Vergleichende Literaturwissenschaft und machte 2001 seinen Magister. Nach dem Studium begann er eine Doktorarbeit auf dem Gebiet der Gesangbuchforschung, die er aber nicht zu Ende führte, da er sich als Autor selbstständig machte. Er lebt mit seiner Familie in Wattenheim.

## Werk

### Kinder- und Jugendliteratur
Christoph Dittert arbeitet seit 2011 als Autor für die Jugendbuchserie Die drei ???, in der bis 2022 neun reguläre Bücher sowie als Sonderausgaben drei kürzere Midi-Bänder, drei Mitrate-Fälle, ein Special und drei Kurzgeschichten in drei Kurzgeschichtenbänden von ihm erschienen. Außerdem wurden von Dittert in der Ablegerserie Die drei ??? Kids sechs Pocket-Bücher veröffentlicht, wovon zwei zusammen in einem Sammelband erschienen.

### Phantastische Literatur
Unter dem Pseudonym Christian Montillon, abgeleitet vom Familiennamen seiner Ehefrau, schrieb Dittert bisher über 100 Romanhefte in Serien wie Jerry Cotton, Professor Zamorra, Maddrax oder Sternenfaust. Nachdem er von 2005 bis 2006 vier Heftromane zur Atlan-Heftserie beigesteuert hatte, gehört er seit 2006 zum Autorenstamm der Perry-Rhodan-Serie. Er war für die Exposé-Steuerung der 36 Bände umfassenden Romanserie Perry-Rhodan-Action verantwortlich und übernahm schließlich ab Band 2700 gemeinsam mit dem Autor Wim Vandemaan die Exposégestaltung der Perry-Rhodan-Serie. Auch für den Perry-Rhodan-Jubiläumsband 3000 war er mitverantwortlich. 2014 und 2015 schrieb er die Exposés für die Plejaden-Hörspiele. Zudem hat er zahlreiche Hardcover im Zaubermond-Verlag veröffentlicht sowie drei Taschenbücher im Heyne-Verlag publiziert. Als E-Books veröffentlichte Montillon 2024 seine Chimera-Trilogie.
Von März 2008 bis zur Einstellung der Buch-Serie im September 2014 schrieb Montillon an der Fortsetzung der ursprünglich von Jürgen Grasmück (Dan Shocker) verfassten Macabros-Reihe mit, ebenfalls wie die anderen Autoren unter dem Sammelpseudonym Dan Shocker. Die Buchserie war dem Horror- bzw. Fantasy-Bereich zuzuordnen.

### Hörspiele
2020 schrieb er gemeinsam mit Björn Berenz für die Axel Springer Audio GmbH das Buch beziehungsweise Skript zu Altes Blut, der ersten Staffel der Hörspiel-Podcast-Reihe Dark Audio Moments.